# Johann Georg Oegg

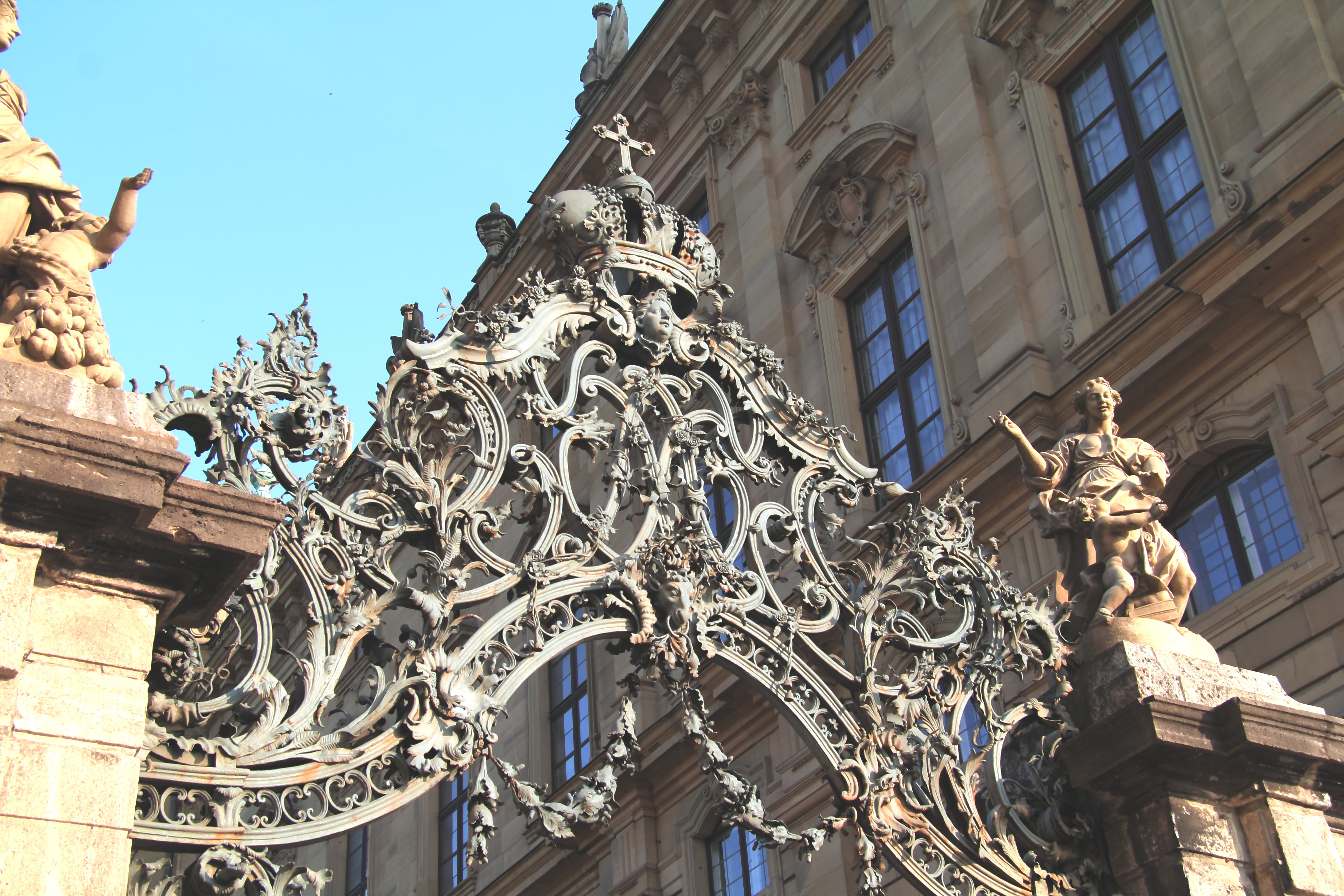
Entrée nord de la Résidence de Würzburg

Johann Georg Oegg (né le 24 avril 1703 à Silz (Tyrol), mort le 15 octobre 1782 à Wurtzbourg) est un ferronnier allemand. Il crée entre autres les portes de la Résidence de Würzburg.

## Biographie
Il vient d'une famille de forgerons. Son père est le maître forgeron Michael Niccolo Oegg, son oncle Peter Oegg et l'époux de sa tante Cäcilia, Jakob Heusing sont maîtres serruriers à Linz. Johann Georg apprend le métier de forgeron auprès de son oncle Peter.
Après son compagnonnage, il devient artisan de la cour du prince Eugène de Savoie-Carignan à Vienne et pour le château de Hof.
Le prince-évêque de Wurtzbourg Frédéric-Charles de Schönborn-Buchheim le fait venir auprès de lui en 1733 et la fait travailler pour sa Résidence.
Le premier travail de Oegg sont les deux petites portes du portail donnant sur la rue de la Chapelle Schönborn (1734) et les deux portes en treillis au sein de la cathédrale Saint-Kilian de Wurtzbourg.
En 1736, il devient maître et réalise les ferrures et les serrures de la Résidence. Il commence aussi les grilles de la cour d'honneur, soit trois portes et quatorze panneaux latéraux. Entre 1739 et 1742, les dépenses les plus importantes sont attribuées à son travail. En 1739, l'atelier d'Oegg compte 26 apprentis.
Les portes sur les côtés de la Résidence sont faites entre 1748 et 1750.
Le système de grille est probablement aussi l'œuvre de son fils Johann Anton Oegg. On suppose qu'il le termine à la fin du règne du prince-évêque Adam Friedrich von Seinsheim. Ainsi l'œuvre de l'atelier d'Oegg est les commandes de quatre princes-évêques.
En plus de la ferronnerie classique, Oegg réalise aussi des cassettes, des éléments d'horloge, des lustres, des dorures, des incrustations d'émail, d'or, d'argent et d'ivoire.
Les treillis sont enlevés en 1821 par Louis Ier de Bavière.